# Turistická značená trasa 4285
 Turistická značená trasa 4285 je 1,5 km dlouhá zeleně značená trasa Klubu českých turistů v okrese Semily spojující zámek Hrubou Skálu s Lázněmi Sedmihorky. Převažující směr trasy je severní. Trasa vede po území CHKO Český ráj a přírodní rezervace Hruboskalsko.

## Průběh trasy
Turistická trasa 4285 má svůj počátek v nadmořské výšce 367 m u zámku Hrubá Skála na rozcestí s červeně značenou Zlatou stezkou Českého ráje a žlutě značenou trasou 7318 na hrad Valdštejn. Okamžitě prudce klesá soutěskou Myší díra na rozcestí s modře značenou trasou 1888 Vyskeř - Hrubá Skála, se kterou pokračuje v souběhu. Společně klesají po pěšině mezi skalami na asfaltovou komunikaci přicházející z Hrubé Skály a po ní pokračují přes hřeben kolem sochy svatého Prokopa na rozcestí Osudová, kde souběh končí. Trasa 4285 pokračuje po asfaltové komunikaci souběžně s naučnou stezkou Hruboskalsko lesem severním směrem do Lázní Sedmihorky. Zde trasa končí v nadmořské výšce 275 m na rozcestí s modře značenou trasou 1937 vedoucí od Kopicova statku do Sedmihorek.

## Historie
Trasa měla dříve svůj počátek ve Věžickém údolí, ale na tento úsek byla přetrasována Zlatá stezka Českého ráje a tím pádem došlo k jeho přeznačení na červenou barvu.

## Turistické zajímavosti na trase
- Zámek Hrubá Skála
- Kostel svatého Josefa
- Přírodní rezervace Hruboskalsko
- Soutěska Myší díra
- Skalní masiv Zámek
- Skalní věž Maska
- Skalní věž Ivanka
- Skalní věž Bránička
- Skalní věž Řetězová
- Socha svatého Prokopa
- Skalní věž Krasavec
- Skalní věž Osudová
- Pramen Karla Ferdinanda
- Lázně Sedmihorky